# Miloslav Pokorný
Miloslav Pokorný, češki hokejist, * 5. oktober 1926, Praga, Češka, † 8. november 1948, Rokavski preliv. 
Pokorný je igral za klub LTC Praha v češkoslovaški ligi in za češkoslovaško reprezentanco, s katero je nastopil na enih olimpijskih igrah, kjer je bil dobitnik srebrne medalje, ter enem Svetovnem prvenstvu, kjer je bil dobitnik zlate medalje. 
Umrl je v letalski nesreči, ko je letalo s češkoslovaško reprezentanco strmoglavilo v angleški kanal med letom iz Pariza v London. Leta 2010 je bil sprejet v Češki hokejski hram slavnih.